# Pyrazol
Pyrazol je heterocyklická dusíkatá sloučenina, založená na pětičlenném kruhu složeném ze tří atomů uhlíku a dvou atomů dusíku na sousedních pozicích. Tato sloučenina je také základem celé třídy sloučenin označovaných jako pyrazoly. Pyrazoly jsou (na základě složení a farmakologických vlastností) řazeny mezi alkaloidy, jejich výskyt v přírodě je však vzácný. V roce 1959 byla izolována ze semen vodního melounu první sloučenina patřící mezi pyrazoly, 1-pyrazolyl-alanin. Název pyrazoly dal této třídě sloučenin Ludwig Knorr v roce 1883.

## Reakce
- V klasické metodě vyvinuté H. Pechmannem v roce 1898 lze pyrazol syntetizovat z acetylenu a diazomethanu.[2]

- Pyrazoly lze synteticky vyrábět reakcí α,β-nenasycených aldehydů s hydrazinem a následnou dehydrogenací:

- Pyrazoly reagují s borohydridem draselným a tvoří třídu ligandů známých jako škorpionáty. Pyrazol sám s borohydridem draselným reaguje za vzniku tridentátního ligandu známého jako Tp (tris(pyrazolyl)borát).

## Použití

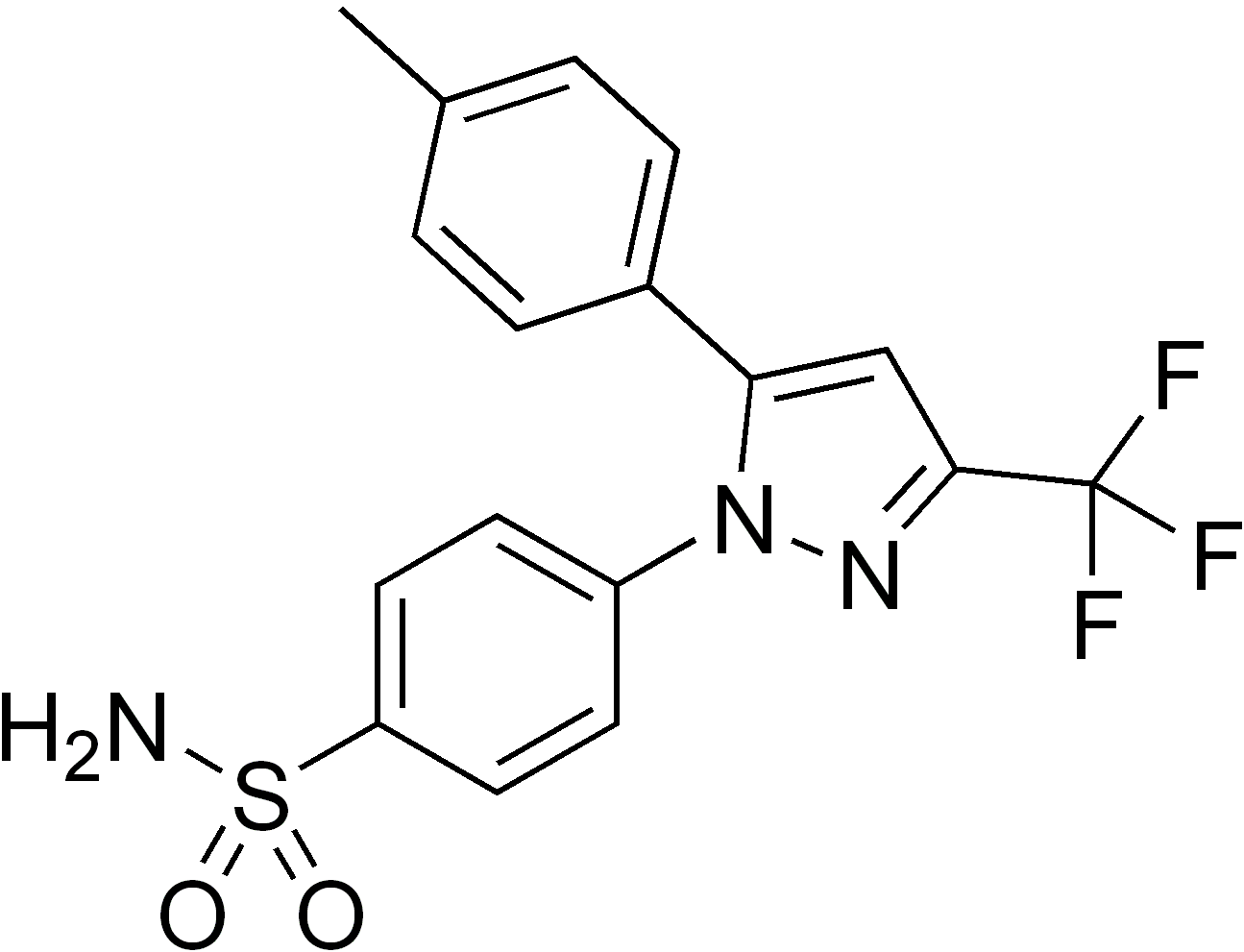
Celekoxib, pyrazolový derivát používaný jako analgetikum

Pyrazolové deriváty se používají v lékařství, kde se využívají jejich analgetické, protizánětlivé, antipyretické, antiarytmické, trankvilizační, myorelaxační, psychoanaleptické, antikonvulzivní, antidiabetické a antibakteriální vlastnosti. Působí též jako inhibitory monoaminooxidázy.
Dále se též používají jako insekticidy pyrazolové skupiny (například Tolfenpyrad).